# Tararua District
Der Tararua District ist eine größtenteils zur Region Manawatū-Whanganui gehörende Verwaltungseinheit in Neuseeland. Der Rat des Distrikts, Tararua District Council (Distriktrat) genannt, hat seinen Sitz in der Stadt Dannevirke, ebenso wie die Verwaltung des Distrikts.

## Geographie

### Geographische Lage
Der Distrikt stellt mit 4364 km² reiner Landfläche den drittgrößter Distrikt in der Region Manawatū-Whanganui dar. Mit 16.854 im Jahr 2013 gezählten Einwohnern kommt der Distrikt auf eine Bevölkerungsdichte von 3,9 Einwohner pro km² und ist damit der Distrikt mit der zweitgeringsten Bevölkerungsdichte in der Region.
Im Westen wird der Tararua District von den Distrikten Horowhenua und Manawatu sowie dem Stadtgebiet von Palmerston North begrenzt, im Norden von dem Central Hawke’s Bay District, der bereits zur Region Hawke’s Bay gehört und im Süden von dem Masterton District, der zur Region Wellington gehört. Die östliche Grenze des Distrikts bildet die Küstenlinie zum Pazifischen Ozean. Ein kleiner Teil des Distrikts, der ungefähr 2 % der Gesamtfläche ausmacht, liegt in dem Gebiet der Region Wellington.
Der gesamte Distrikt ist von einer Hügel- und Berglandschaft geprägt, deren höchste Erhebungen nicht über 803 m hinausgehen. Die drei Kleinstädte des Distrikts sind Dannevirke mit rund 5500 Einwohnern, Pahiatua  mit rund 2550 und Woodville mit rund 1400 Einwohnern.

### Klima
Die mittleren Tagestemperaturen liegen im Sommer zwischen 20 °C und 24 °C je nach Höhenlage sowie im Winter zwischen 3 °C und 6 °C je. Die Sonnenscheindauer beträgt um die 2000 Stunden pro Jahr in Küstennähe und zu den Bergen hin abnehmend bis unter 1800 Stunden pro Jahr. Die Niederschläge liegen zwischen 1000 und 1500 mm pro Jahr je nach Lage.

## Geschichte
Bevor europäische Siedler in die Gegend des Distrikts kamen, lebten dort die Māori-Stämme der Rangitāne und Ngāti Kahungunu. Mit zu den ersten europäischen Siedlern zählten hier dreizehn dänische und acht norwegische Familien, die 1872 die Siedlung Dannevirke gegründeten, wie zwischen 1872 und 1875 auch Norsewood.

## Bevölkerung

### Bevölkerungsentwicklung
Von den 16.854 Einwohnern des Distrikts waren 2013 3378 Einwohner Māori-stämmig (20,0 %). Damit lebten 0,6 % der Māori-Bevölkerung des Landes im Tararua District. Das durchschnittliche Einkommen in der Bevölkerung lag 2013 bei 25.100 NZ$, gegenüber 28.500 NZ$ im Landesdurchschnitt.

### Herkunft und Sprachen
Die Frage nach der Zugehörigkeit einer ethnischen Gruppe beantworteten in der Volkszählung 2013 85,2 % mit Europäer zu sein, 21,2 % gaben an, Māori-Wurzeln zu haben, 1,5 % kamen von den Inseln des pazifischen Raums und 2,1 % stammten aus Asien (Mehrfachnennungen waren möglich). 8,3 % der Bevölkerung gab an, in Übersee geboren zu sein und 4,5 % der Bevölkerung sprachen Māori, unter den Māori 18,6 %.

## Politik

### Verwaltung
Der Tararua District ist seinerseits noch einmal in zwei Wards eingeteilt, dem Northern Ward und dem Southern Ward mit jeweils vier Councillors (Ratsmitglieder). Zusammen mit dem Mayor (Bürgermeister) bilden sie den District Council (Distriktsrat). Der Bürgermeister und die acht Ratsmitglieder werden alle drei Jahre neu gewählt.

## Wirtschaft
Die Landwirtschaft ist der dominanteste Erwerbszweig des Distriktes, wobei der Osten des Distriktes mehr von der Schaf- und Viehzucht lebt und der Westen von der Milchwirtschaft, die, vergleicht man die Jahre von 1996 bis 2002, dem nationalen Trend folgend zugenommen hat. Eine bescheidene Textilindustrie und Forstwirtschaft ist in der Region ebenfalls anzutreffen. In dem Distrikt befindet sich ferner die Tararua Wind Farm, die mit 134 Turbinen und einer Kapazität von 161 Megawatt Strom, Stand 2016 die größte Windfarm in Neuseeland darstellt. Dur durchschnittliche jährliche Stromerzeugung beträgt in der Anlage rund 620.000 Megawattstunden.
Seit 2011 werden Untersuchungen und Bohrungen nach Öl im Einzugsbereich der gesamten Ostküste der Nordinsel (Land sowie vor der Küste) vorgenommen. 17 und 19 km östlich von Dannevirke wird seit dieser Zeit bis auf 2000 m Tiefe nach Öl gebohrt.

## Infrastruktur

### Verkehr
Verkehrstechnisch angebunden ist der Distrikt durch den New Zealand State Highway 2, der den Distrikt in Nord-Süd-Richtung durchquert und den State Highway 3, der von Woodville aus nach Westen nach Palmerston North abzweigt.